# Morawica
Morawica – miasto w Polsce położone w województwie świętokrzyskim, w powiecie kieleckim, siedziba gminy Morawica.
W latach 1975–1998 miejscowość administracyjnie należała do województwa kieleckiego. Morawica uzyskała prawa miejskie z dniem 1 stycznia 2017.
Znajduje tu się kopalnia wapienia Morawica.
Znajduje sie tu Świętokrzyskie Centrum Psychiatrii w Morawicy

## Położenie
Miejscowość leży przy drodze krajowej nr 73 i drodze wojewódzkiej nr 766. Miejscowość jest siedzibą gminy Morawica.
Przez Morawicę przepływa Czarna Nida oraz Morawka będąca dopływem tej pierwszej.
Dla rozwoju wsi zasłużeni byli dziedzic Edward Oraczewski i wójt Władysław Herod.
Dojazd z Kielc zapewniają autobusy komunikacji miejskiej linii 45.

## Zabytki
- ruiny kaplicy neogotyckiej wybudowanej ok. 1840 r., wpisanej do rejestru zabytków nieruchomych (nr rej.: A.434 z 15.01.1957 i z 15.02.1967)[6],
- park dworski z XIX w. (nr rej.: A.435 z 17.12.1957)[6],
- młyn wodny z 1905 r.

## Inwestycje
W 2013 r. oddano do użytku budynek Centrum Samorządowego, w którym znajdują się: urząd gminy, ośrodek kultury, biblioteka gminna. Teren parku w Morawicy jest niemal w całości uznany za zabytek i objęty ochroną Wojewódzkiego Konserwatora Zabytków. Od 2014 r. trwa Program Rewitalizacji Centrum Morawicy. Zagospodarowanie terenu wokół niego (centralny plac miasta).
W Morawicy znajduje się Świętokrzyskie Centrum Psychiatrii, zwane popularnie Morawicą.

## Sport
W mieście działa klub piłki nożnej Moravia Anna-Bud Morawica, założony w 2002 roku. Aktualnie (sezon 2024/2025) występuje w IV lidze, gr. świętokrzyskiej.

## Burmistrzowie Morawicy
- Marian Buras (wójt) (1990-2017)

Nadanie praw miejskich
- Marian Buras (burmistrz) (2017-nadal)